# Gare de Nara
La gare de Nara (奈良駅, Nara-eki) est une gare ferroviaire localisée dans la ville de Nara, dans la préfecture du même nom au Japon. La gare est exploitée par la JR West.

## Situation ferroviaire
La gare de Nara est située au point kilométrique (PK) 133,9 de la ligne principale Kansai (PK 13,0 de la ligne Yamatoji). Elle marque le début de la ligne Sakurai.

## Histoire
La gare est inaugurée le 27 décembre 1890.

## Services aux voyageurs

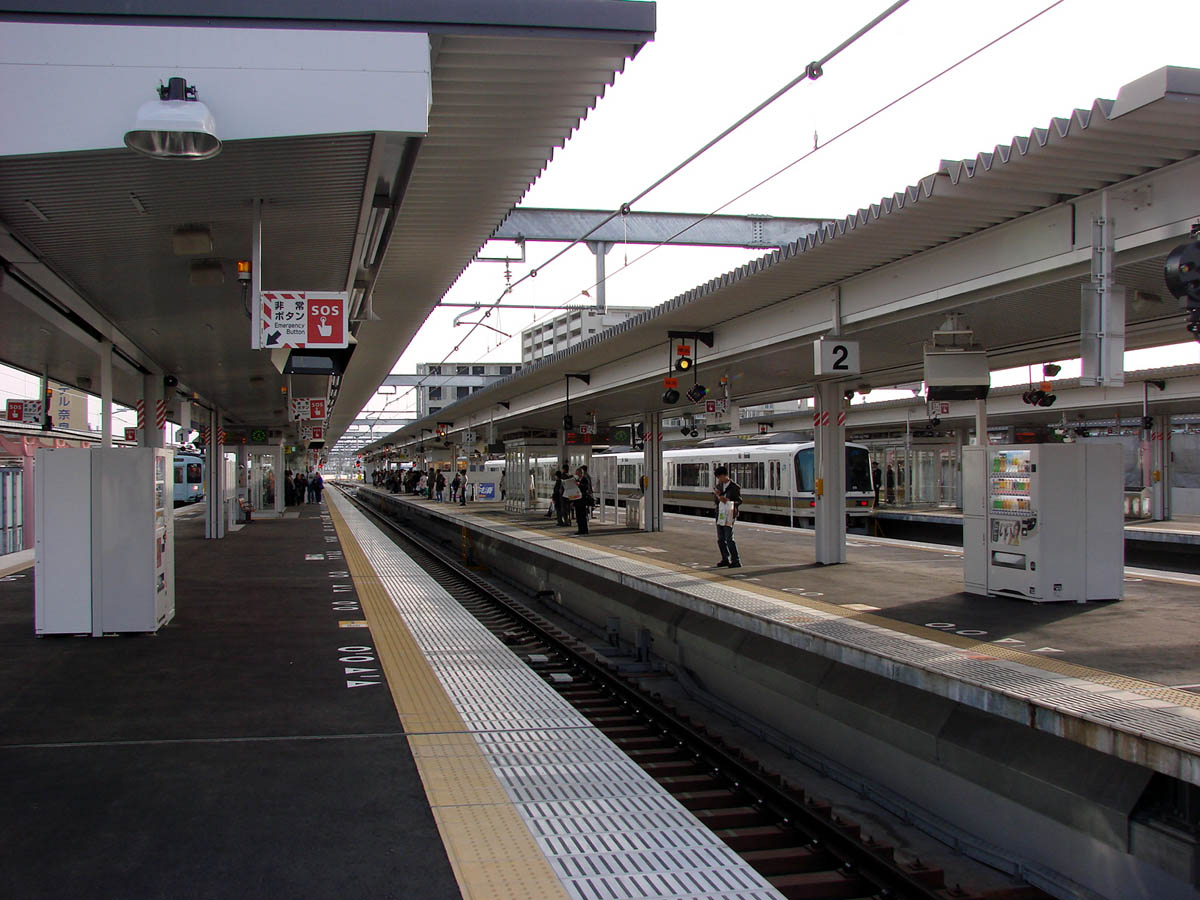
Vue des quais

### Accès et accueil
La gare dispose d'un bâtiment voyageurs, avec guichet, ouvert tous les jours.

### Desserte
- Ligne Sakurai (ligne Man-yō Mahoroba) :
  - voie 1 : direction Tenri, Sakurai et Takada
- Ligne Yamatoji :
  - voies 1 à 3 : direction Ōji, Tennōji et JR Namba
  - voies 4 à 5 : direction Kizu (interconnexion avec la ligne Gakkentoshi pour Shijōnawate) et Kamo
- Ligne Nara :
  - voies 4 à 5 : direction Uji et Kyoto